# Werner Gärtner
Werner Gärtner (* 16. August 1892 in Kronach; † 1969) war ein deutscher Journalist und SA-Obersturmführer.

## Leben
Gärtner trat zum 1. März 1933 der NSDAP bei (Mitgliedsnummer 1.537.779). Er war von 1933 bis 1934 Presseführer der Deutschen Turnerschaft und Schriftleiter der Deutschen Turnzeitung. 1934 wurde er Hauptschriftleiter des Reichssportblattes. Zudem fungierte Gärtner als Leiter der Presse- und Propagandaabteilung in der Reichsführung des NSRL.

## Veröffentlichungen
- Volk in Leibesübungen: Deutsches Turn- und Sportfest Breslau 1938 – Offizielles Erinnerungsbuch, Berlin 1938. DNB 361780621